# Mediaset
Mediaset je italská soukromá mediální společnost. Vznikla v roce 1978 pod původním názvem Fininvest. V roce 1987 došlo k přejmenování na RTI a od roku 1993 se používá pouze Mediaset.
Vlastníkem jsou italský magnát, podnikatel a politik Silvio Berlusconi a jeho rodina.
V roce 2019 MEDIASET založila holding MediaforEurope se sídlem v Holandsku, ale daňovým úřadem v Itálii. Skupina plánuje spustit několik bezplatných programů napříč Evropou. Ve stejném roce koupila MEDIASET 9,6% podílu v německé společnosti ProsiebenSat1.
V roce 2020 došlo k navýšení podílu na 25% což udělalo z Mediasetu největšího akcionáře.

## Neplacené TV programy
- Canale 5 (všeobecné, především vlastní tvorba) (vznik 1978) – jedna z prvních celoplošných soukromých TV stanic v Evropě a vůbec první v Itálii. Původní název kanálu byl TeleMilano až do roku 1982.
- Italia 1 (všeobecné, především zahraniční seriály a zábavné show) (vznik 1982)
- Rete 4 (všeobecné, především zahraniční filmy a publicistika) (vznik 1982)
- La 5 (filmy a seriály pro ženy, reality show) (vznik 2010)
- Boing (pro děti) (vznik 2006)
- Iris (filmy) (vznik 2007)
- TGcom24 (zpravodajský) (vznik 2011)
- Italia 2 (seriály a filmy) (vznik 2012)
- Cartoonito (anim. seriály pro děti) (vznik 2011)
- Top Crime (krimi seriály a filmy) (vznik 2010)
- Mediaset EXTRA (zábava, seriály a pořady z archivu Mediaset) (vznik 2010)
- 20 (sport, filmy, seriály) (vznik 2018)
- Focus (dokumenty) (vznik (2018)
- Cine 34 (italské retro filmy) (vznik 2021)
- Twentyseven (komediální seriály, filmy) (vnik 2022)
- RMC (hudební, klipy)
- Virgin TV (hudební, klipy)
- Radio 105 (hudební, klipy)

## Placené TV kanály
- Premium Cinema
- Premium Cinema Crime
- Premium Cinema Comedy
- Premium Cinema Emotion
- Premium Cinema Energy
- Premium Cinema Action
- Premium Cinema Family
- Mediaset Italia International (pouze ze zahraničí)
- Infinity (VOD)

Všechny kanály Mediaset vysílají v DVB-T a na satelitu Hot Bird, kromě teleshoppingového kanálu M4C který vysílá pouze na internetu. Všechny kanály (kromě TGcom24) jsou na satelitu kódované systémem Nagra a přístupné pouze s kartou TivúSat zdarma. Kódované a placené kanály jsou dostupné přes dekódovací kartu Sky Italia přes satelit nebo pozemní digitální vysílání a také přes placenou on-line videotéku Infinity.
Speciálně pro zahraniční publikum je k dispozici program Mediaset Italia, který vysílá vybrané pořady skupiny Mediaset. Tento program je k dispozici např. v USA, Kanadě, Austrálii, Německu, Francii a dalších zemích. Kanál je placený.
Mediaset je druhá největší a nejvýdělečnější mediální společnost v Evropě po lucemburské RTL. V roce 2006 zakoupila nizozemskou společnost Endemol a vlastní ji z více než 51%. Ve Španělsku vystupuje pod značkou Mediaset España a provozuje tam celkem devět TV stanic včetně té nejsledovanější Tele 5, má i podíl v německých Pro 7 a Sat.1. To stejné platí i pro britskou stanici Channel 4, ve Francii stanici TF1 a v Polsku má podíl ve stanicích Tele 5 a Polonia 1. Mediaset také uvažuje o expanzi na Ukrajinu, Slovensko a do Česka.
Díky vysokému podílu v Endemolu patří Mediasetu i exkluzivní práva k různým TV formátům, např. Big Brother nebo Chcete být milionářem?.
Mediaset velmi úzce spolupracuje s předními Americkými filmovými studiemi a to hlavně s 20th Century Fox a Universal. Díky této spolupráci má Mediaset mnohdy exkluzivní práva k nejnovějším filmům a některé tituly vysílá i ve světové premiéře na svých filmových kanálech. Od roku 2006 spolupracuje s televizí NBC zejména v rámci zpravodajství a zábavných pořadů.

## Zajímavosti
V Mediasetu vznikl světově úspěšný formát reality show Pošta pro tebe (C'e' posta per Te) za kterým stojí autorka pořadu Maria De Filippi. Pořad se vysílá i v Česku na programu ČT1.